# Maria Saal
Maria Saal (en slovène : Gospa Sveta) est une commune autrichienne du district de Klagenfurt-Land en Carinthie. C'est un lieu de pèlerinage bien connu pour son sanctuaire de Sainte-Marie situé sur l'emplacement d'une des premières églises de la région, du temps de la christianisation de la Carantanie sous le règne des Carolingiens au VIIIe siècle.

## Géographie
La commune se trouve au sud-est du Zollfeld, un bassin de la rivière Glan s'étendant du nord de la capitale régionale Klagenfurt jusqu'à Sankt Veit au pied des Alpes de Gurktal.

## Histoire

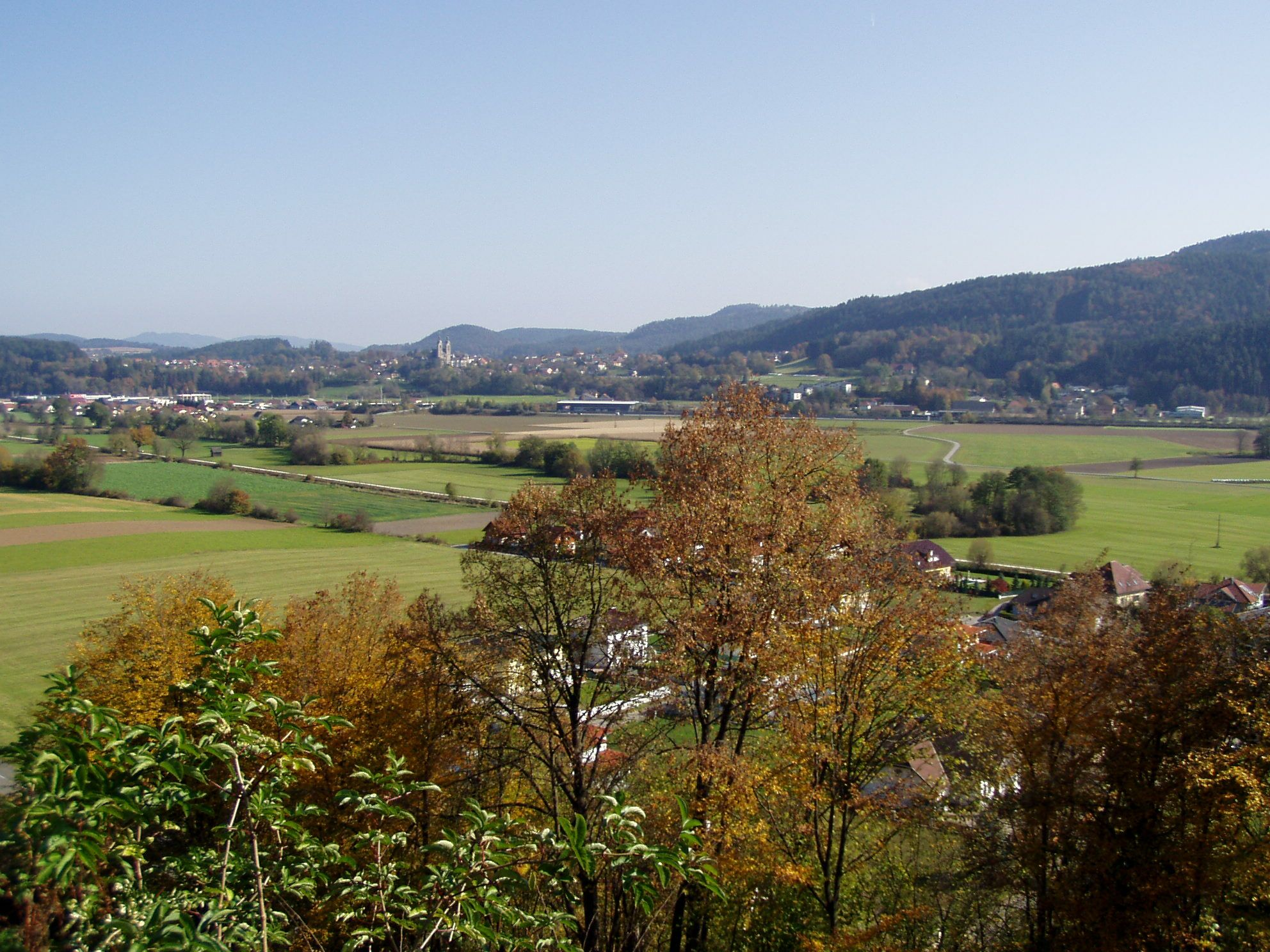
Vue sur le Zollfeld vers Maria Saal.

Après l'annexion du royaume celte de Norique à l'Empire romain, au cours de la conquête des Alpes vers 15 av. J.-C., le municipe de Virunum est fondé dans le bassin de la Glan sous le règne de l'empereur Claude (de 41 à 54 apr. J.-C.) ; l'écrivain Pline l'Ancien le cite dans son énumération des villes de Norique. Alors que celui-ci devenait une province romaine, Virunum a remplacé la colonie norique de Noreia au Magdalensberg en tant que la nouvelle capitale.
La première christianisation de la région a été mis en place par les patriarches d'Aquilée au IVe siècle ; un siége épiscopal à Virunum est attesté depuis 343. Peu de choses sont connues sur le déclin de la ville au cours de l'Antiquité tardive. Vers la fin du VIe siècle, des tribus slaves sont arrivées dans l’Est des Alpes et en 591, le municipe de Virunum est évoqué pour la dernière fois. Le centre de la principauté slave de Carantanie était également dans la plaine, sur le bord de l'ancienne voie romaine de Virunum à Aquilée près du village de Karnburg.
Vers l'an 753, la deuxième christianisation a commencé sous l'administration de l'évêque Virgile de Salzbourg. À cette époque, une première église dédiée à la bienheureuse Vierge Marie a été construite. Au VIIIe siècle, l'empereur Arnulf installait une résidence à Karnburg avec une chapelle préromane. Cet édifice, mentionné pour la première fois en 927, est considéré comme la plus ancienne église préservée de Carinthie.

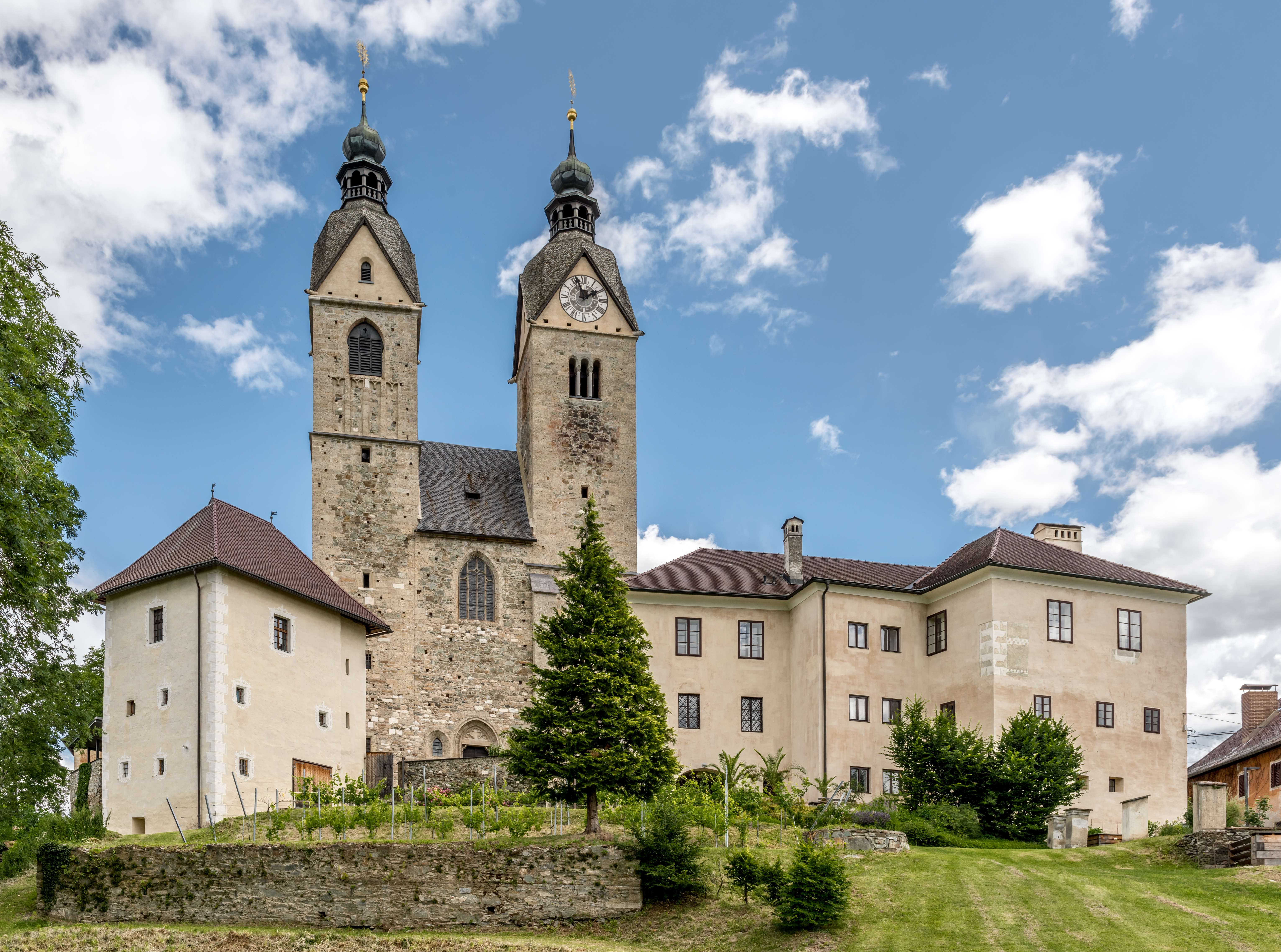
Église Sainte-Marie de Maria Saal
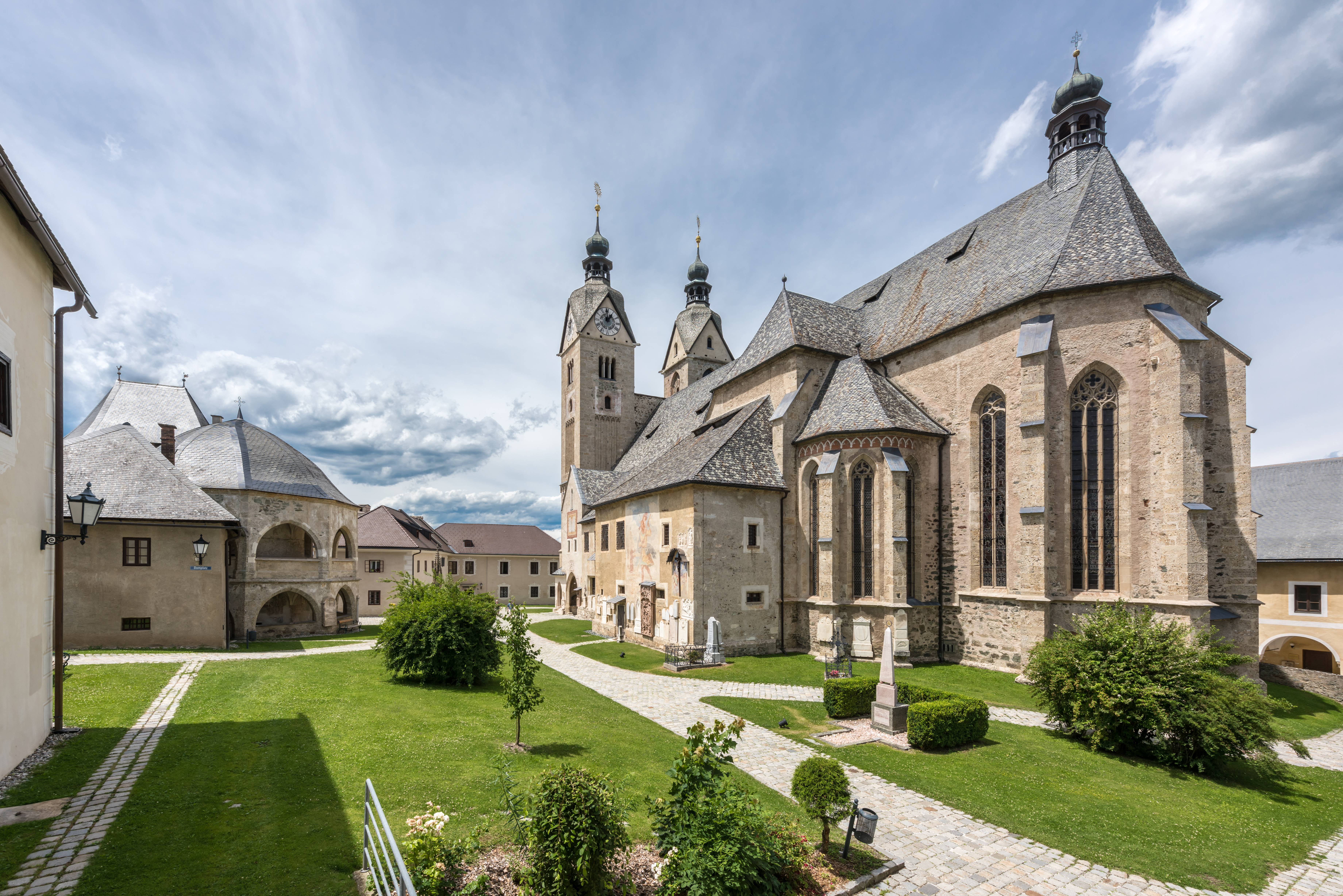
Autre vue de l'église.
Intérieur.

Maria Saal faisait partie du duché de Carinthie fondé en 976. L'église Sainte-Marie appartient directement à l'archidiocèse de Salzbourg jusqu'en 1859 ; elle fut reconstruite en style gothique au XVe siècle.

## Personnalités
- Friedrich Welwitsch (1806–1872), botaniste ;
- Peter Turrini (né 1944), écrivain, grandit à Maria Saal.

## Jumelages
- Aquilée (Italie)
- Forgaria nel Friuli (Italie)
- Gornji Grad (Slovénie) (Slovénie)